# مجمع وافي
مجمع وافي أو مدينة وافي ويعرف اختصارا بـمول وافي بدبي، الإمارات العربية المتحدة،هو مجمع تجاري يشمل مركز تسوق، وفندق، ومطاعم، وأماكن للإقامة، ونادي ليلي.
صُمم المجمع بصورة قريبة من العمارة المصرية القديمة، حيث يحتوي المجمع علي العديد من صور لآثار الفراعنة وعدد من المسلات، كما دهنت حوائط المجمع باللون الحجري البني الفاتح، والذي شاع استخدامه في الأثار المصرية القديمة.

## مول وافي
يعد مركز تسوق (أو مول، بالإنجليزية:mall) وافي هو المبني الرئيسي في مجمع وافي، وأحيانا يسمي المجمع باسم مول وافي، وافتتح عام 1991، ويحتوي على أكثر من 200 متجر. يقع المول في شارع الشيخ زايد المتقاطع مع عود ميثاء في منطقة أم هرير.
في عام 2007 صدم مسلحون ملثمون بسيارتين بعض المحلات التجارية في المركز التجاري. وسرقوا النقود والماس. عُثر عليهم لاحقًا في أوروبا وأعيدوا إلى دبي.

## عالم آية
هي أول حديقة افتراضية ترفيهية في الإمارات وفي الوطن العربي، وتمتد على مساحة 4000 قدم مربعة في مجمع وافي، وتتكون تجربة «آية» من 12 محطة عالم يمتزج فيها الفن مع التكنولوجيا، وذلك من خلال رحلة استكشافية  مع ملايين النجوم والأضواء والحدائق المزهرة، وشلالات المياه والعواصف والبحيرات 

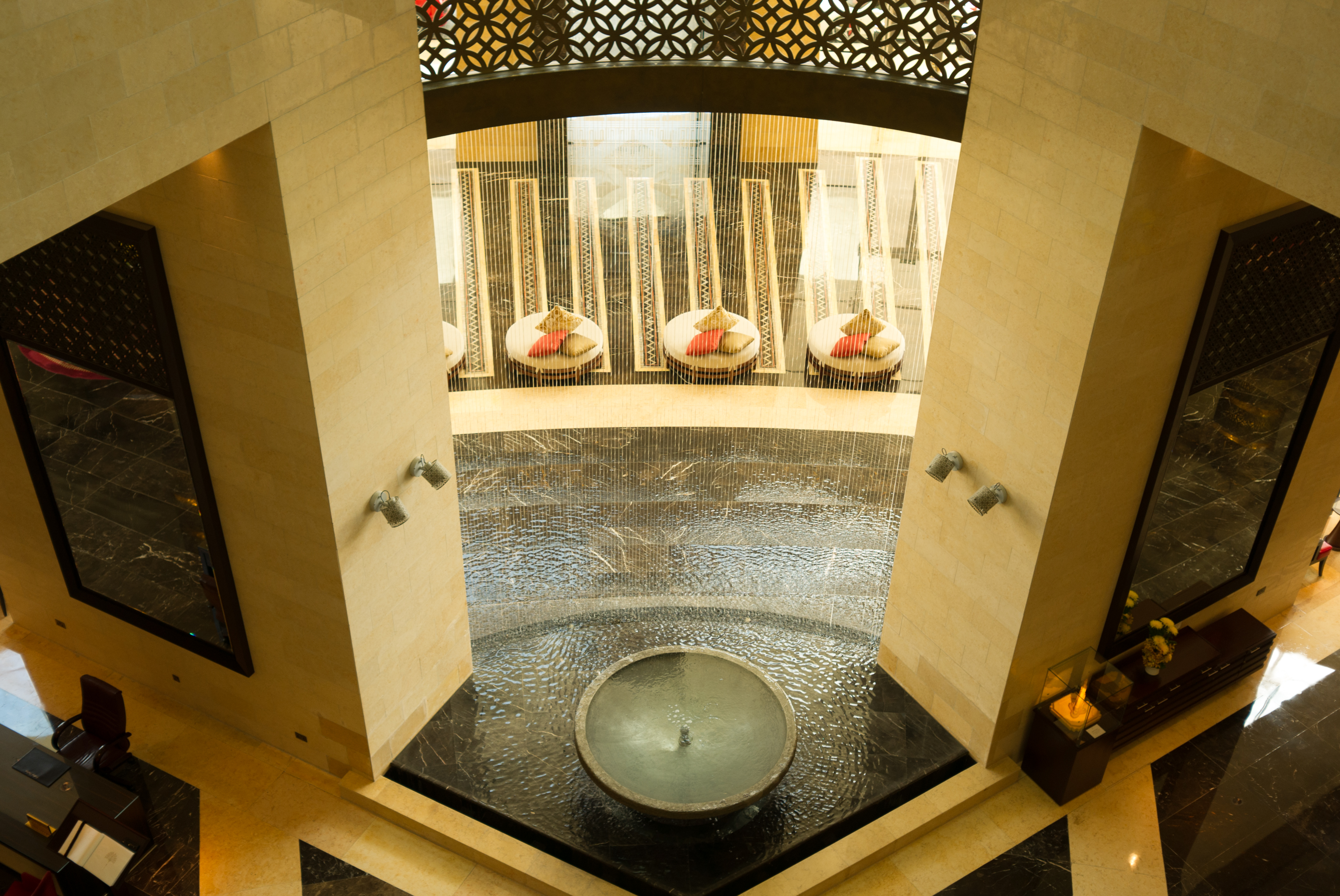
لوبي فندق رافلز

## فندق رافلز
افتتحت مجموعة فنادق رافلز عام 2007 أول فرع لها في الشرق الأوسط بمدينة دبي، ورافلز دبي هو فندق ذو 5 نجوم يأخذ شكل هرمي، ويحتوي على 248 غرفة و18 طابقا، والمساحة القياسية للغرفة هي 70 متر مربع مما يجعلها أكبر غرفة فندقية في دبي.
تتمركز هذه التحفة المعمارية بجوار سوق خان مرجان ومطار دبي الدولي.

## الأهرامات

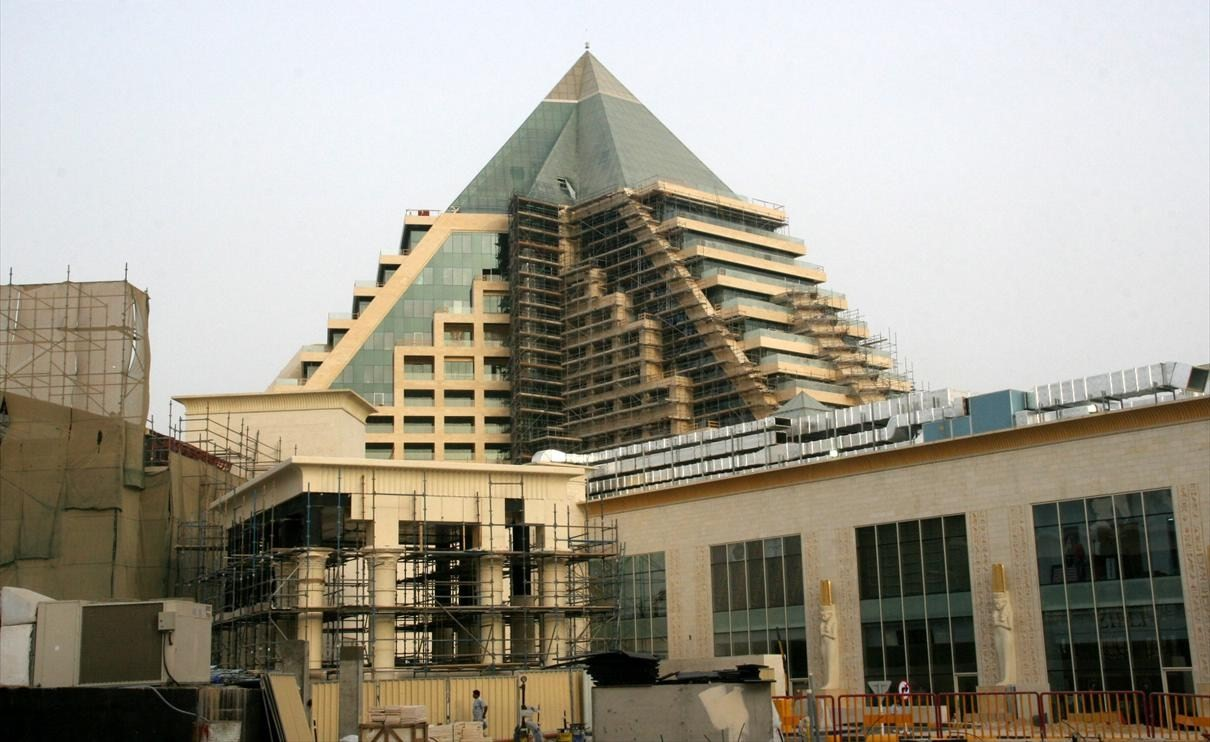
صورة لفندق رافلز الهرمي

الأهرامات هي مجموعة أبنية تتضمن مطاعم ومقاهي ونادي صحي ونادي فرعوني.

## مجمع مساكن
افتتح مجمع مساكن وافي عام 1995, وتشمل عضويته أيضا عضوية كاملة في نادي الأهرامات الصحي.

## النقل

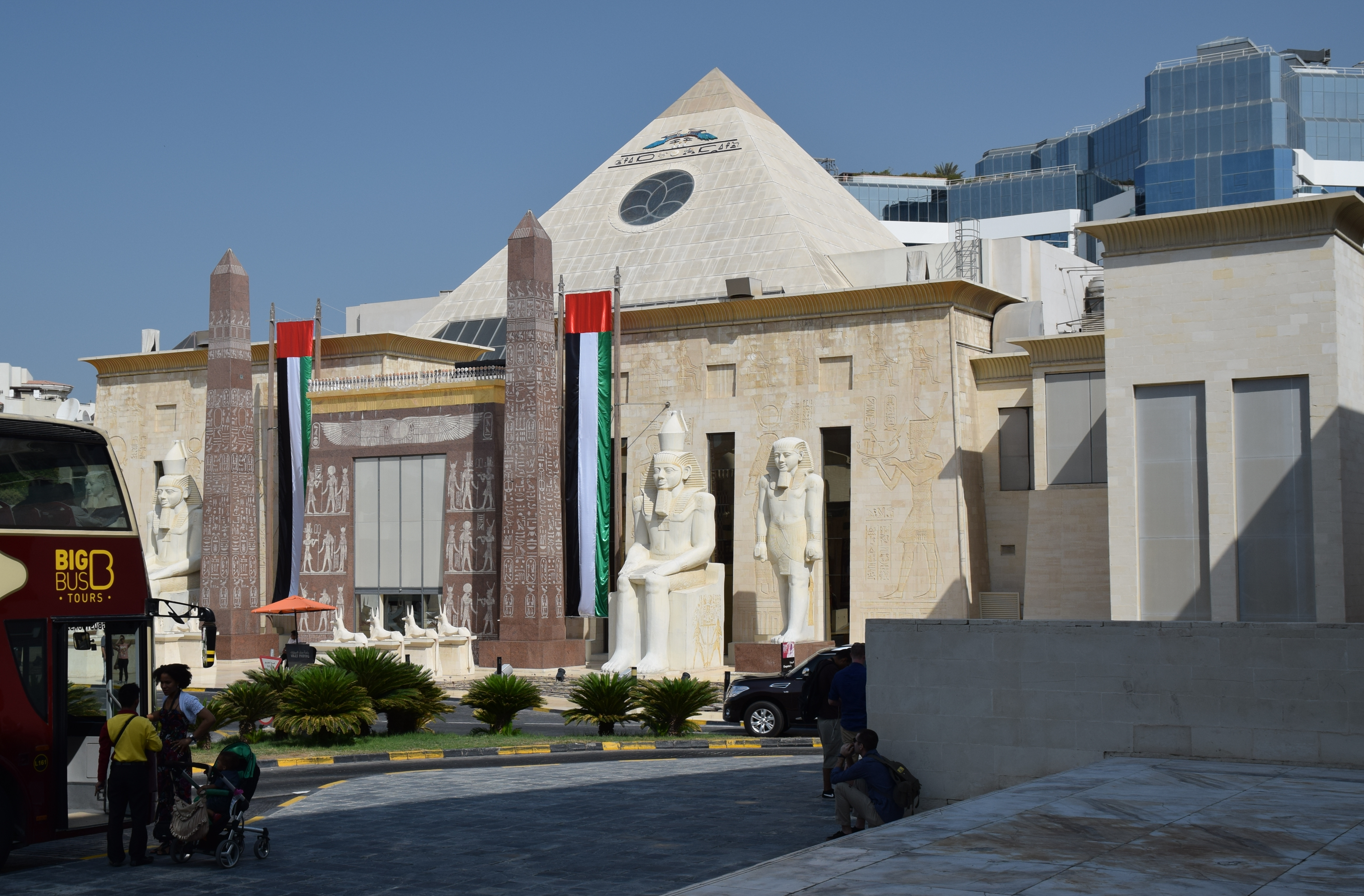
وافي مول

أقرب محطة مترو هي مدينة دبي الطبية على الخط الأخضر.

## وصلات خارجية
- مدينة وافي